# Herezjarcha
Herezjarcha – założyciel lub przywódca ruchu religijnego, który został uznany za heretycki przez denominację, z której ten ruch się wydzielił.
Jednymi z pierwszych oficjalnie ogłoszonych herezji przez Kościół katolicki były marcjonizm zapoczątkowany przez Marcjona w II w. n.e. czy arianizm zainicjowany przez Ariusza na początku IV w. n.e. Za herezjarchów uznawani byli działacze reformacyjni jak Marcin Luter, Jan Kalwin czy Casiodoro de Reina.